# Aliko
Aliko là một xã trong quận Sarandë thuộc hạt Vlorë, Albania. Dân số năm 2005 là 2638 người.